# Камбориу
Камбориу (порт. Camboriú) — муниципалитет в Бразилии, входит в штат Санта-Катарина. Составная часть мезорегиона Вали-ду-Итажаи. Входит в экономико-статистический микрорегион Итажаи. Население составляет 53 009 человек на 2006 год. Занимает площадь 214,500 км². Плотность населения — 247,1 чел./км².

## История
Город основан 5 апреля 1884 года.

## Статистика
- Валовой внутренний продукт на 2003 составляет 157.014.846,00 реалов (данные: Бразильский институт географии и статистики).
- Валовой внутренний продукт на душу населения на 2003 составляет 3.291,51 реалов (данные: Бразильский институт географии и статистики).
- Индекс развития человеческого потенциала на 2000 составляет 0,764 (данные: Программа развития ООН).